# 危地马拉—西班牙关系
危地马拉－西班牙关系（西班牙語：Relaciones España-Guatemala）是指危地马拉和西班牙之间的双边关系。瓜地馬拉曾经是西班牙帝国殖民地新西班牙總督轄區内瓜地馬拉都督府的一部分，直到1821年9月脱离西班牙独立。两国随后于1864年6月18日建交。危地马拉与西班牙两国均在对方首都设立了大使馆。如今，这两个国家都是伊比利亚－美洲国家组织与联合国的成员，且均以西班牙语为官方语言。

## 经贸关系
2018年，西班牙与危地马拉的双边贸易额达到3.69亿欧元，其中，危地马拉主要向西班牙出口吞拿鱼、海虾、朗姆酒、咖啡以及锌矿，西班牙则主要向危地马拉出口机械、加工食品、钢铁、药品等。西班牙也是危地马拉的第五大投资来源国，仅次于美国、加拿大、墨西哥及哥伦比亚，2018年，西班牙对危地马拉投资总额达到3100万美元。

## 交通
西班牙國家航空开通了自危地马拉拉奥罗拉国际机场直航西班牙马德里的阿道弗·苏亚雷斯马德里-巴拉哈斯机场的国际航线。